# Progressive Field
Progressive Field – stadion baseballowy w Cleveland w stanie Ohio, na którym swoje mecze rozgrywa zespół Cleveland Indians. 
Obiekt wraz z Quicken Loans Arena tworzy kompleks sportowy Gateway Sports and Entertainment Complex. W 2008 w sondażu przeprowadzonym przez magazyn Sports Illustrated został wybrany przez kibiców najlepszym stadionem w Major League Baseball.
W latach 1994–2008 stadion nosił nazwę Jacobs Park od właścicieli klubu Richarda i Davida Jacobsa. W 2008 zmieniono ją na Progressive Field po wykupieniu praw do nazwy przez lokalną firmę Progressive Corporation. Stadion nazywany jest przez kibiców "The Jake" bazując na pierwotnej jego nazwie i "The Pro" lub "The Prog.